# Max Bemis

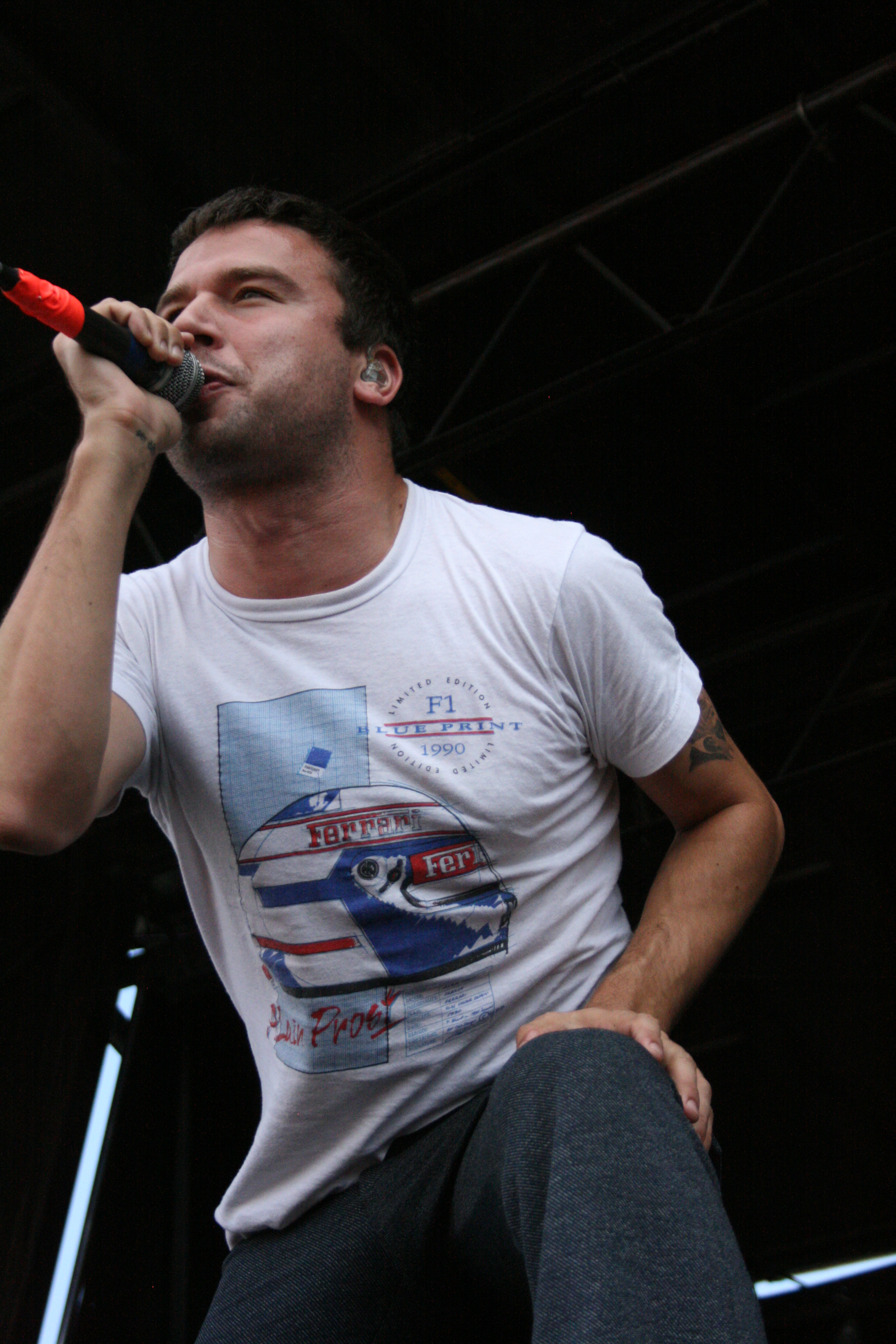
Max Bemis (2008)

Max Bemis (* 6. April 1984 in New York City) ist ein US-amerikanischer Musiker, Sänger, Liedtexter und Komponist. Er ist Sänger und Hauptkomponist der US-amerikanischen Band Say Anything.

## Leben
Bemis wurde in New York City geboren, zog allerdings noch in jungen Jahren mit seiner Familie nach Los Angeles, Kalifornien. Sein Vater arbeitete dort als Produzent in Hollywood. Durch ihn bekam Bemis einige kleinere Rollen. So war er als Baby auf dem Kinoposter zu Raising Arizona oder als Komparse in Im Körper des Feindes zu sehen. Sein musikalisches Interesse festigte sich, nachdem er das Keyboardspielen erlernte. Bemis selbst ist, wie auch weitere Mitglieder von Say Anything, jüdischer Abstammung. In seinen Texten klingen daher immer wieder religiöse Themen an. Nach einem Nervenzusammenbruch 2005 wurde bei ihm die Bipolare Störung festgestellt, mit der er sich auch musikalisch auseinandersetzt.
Bemis verkündete in einem Interview im Jahr 2014, dass bei ihm eine bipolare Störung diagnostiziert wurde. Diese gab er als Grund für eine Selbstmedikation mit Marihuana an. Bei der Entstehung des Albums Is A Real Boy erlebte er eine manische Episode.
Bemis ist mit Musikerin Sherri DuPree Bemis verheiratet. Mit ihr hat er zwei Töchter und einen Sohn.
Im August 2018 verkündete Bemis, dass er bisexuell sei.

## Musikalische Laufbahn
Mit den späteren Say-Anything-Mitgliedern Evan Span und Michael Levin, die ebenfalls jüdischer Herkunft sind, ging Bemis auf die Windward School in Los Angeles. Den späteren Say-Anything-Schlagzeuger Coby Linder lernte er in einem jüdischen Ferienlager kennen. Die vier gründeten die Band Say Anything. Der Bekanntheitsgrad der Band im Raum Los Angeles wuchs und die Band produzierte ihr erstes Album Baseball, nachdem einige Wechsel im Line-up erfolgten.
Die Band löste sich allerdings auf, als Bemis zum College nach New York ging. Er war jedoch unzufrieden mit seinem Studentendasein und beschloss Say Anything neu zu gründen. Coby Linder (Schlagzeug) und Dan Delauro (Bass) waren neben Bemis an der EP Menorah\Majora 2003 beteiligt. Im darauffolgenden Jahr schlossen sie einen Plattenvertrag mit Doghouse Records, bei welchem sie 2004 ...Is A Real Boy veröffentlichten. Bei J Records coverten sie 2005 ihren eigenen Song Alive with the Glory of Love, der sie bekannt machte und von Bemis Großeltern handelt, die den Holocaust überlebten.